# Reinhard Brandl

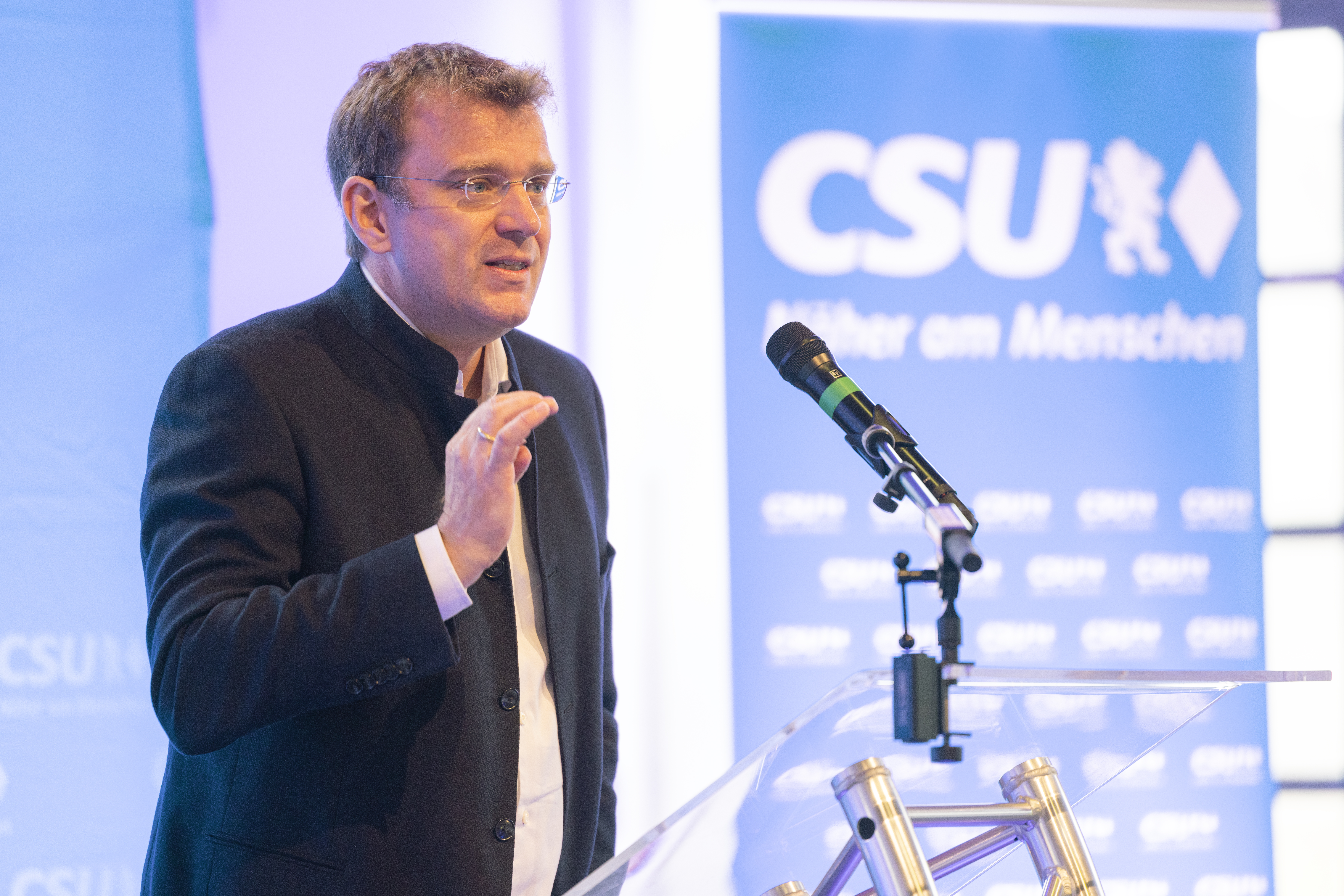
Reinhard Brandl (2024)

Reinhard Brandl (* 1. August 1977 in Ingolstadt) ist ein deutscher Politiker (CSU). Seit 2009 ist er Mitglied des Deutschen Bundestages und seit Mai 2025 parlamentarischer Geschäftsführer der CSU-Landesgruppe.

## Leben und Beruf
Aufgewachsen ist Brandl in der kleinen Gemeinde Eitensheim im Naturpark Altmühltal. Nach dem Abitur 1996 am Willibald-Gymnasium Eichstätt leistete er seinen Wehrdienst bei der Luftwaffe in Manching-Oberstimm ab. Danach absolvierte er ein Studium an der Universität Karlsruhe, das er 2003 als Diplom-Wirtschaftsingenieur abschloss. Zusätzlich hat er einen Abschluss des französischen Institut National Polytechnique de Grenoble als Ingénieur en génie industriel. Von 2003 bis 2006 war er Mitarbeiter der BMW AG in München. An der Fakultät für Informatik der Technischen Universität München wurde er 2007 zum Dr. rer. nat. promoviert. Von 2007 bis 2008 war er Mitglied der Geschäftsführung der familieneigenen Erhard Brandl Dipl-Ing in Eitensheim. Im Jahr 2009 arbeitete er bis zu seinem Einzug in den Bundestag als Unternehmensberater für die Boston Consulting Group in München.
Brandl ist katholisch, verheiratet und hat zwei Söhne.

## Politische Laufbahn

### Partei und Ämter
Von 1993 bis 2013 engagierte sich Brandl in der Jungen Union Bayern. Seit 1997 ist er Mitglied der CSU und hat im Laufe der Jahre verschiedene Ämter auf der Orts-, Kreis-, Bezirks- und Landesebene übernommen. Im Juni 2004 kandidierte er für das Europäische Parlament. Seit 2014 ist er Mitglied im Kreistag des Landkreises Eichstätt.
Von 1999 bis 2000 war er Vorsitzender des RCDS Karlsruhe und übernahm anschließend bis 2002 das Amt des stellvertretenden Vorsitzenden des RCDS Baden-Württemberg. Gleichzeitig gehörte er von 1999 bis 2001 dem Senat sowie weiteren Gremien der Universität Karlsruhe (TH) an.
Brandl ist Landesvorsitzender des Arbeitskreises für Netzpolitik CSUnet. Des Weiteren leitet er den Fachausschuss Sicherheitspolitik im Arbeitskreis Außen- und Sicherheitspolitik der CSU.

### Bundestag
Bei der Bundestagswahl 2009 gewann Brandl das Direktmandat im Wahlkreis Ingolstadt mit 57,2 Prozent der Erststimmen. Sein Vorgänger als Abgeordneter war von 1980 bis 2008 der CSU-Vorsitzende und bayerische Ministerpräsident Horst Seehofer. Bei der Bundestagswahl 2013 wurde er mit 61,5 Prozent, bei der Bundestagswahl 2017 mit 49,5 Prozent und bei der Bundestagswahl 2021 mit knapp 45 Prozent der Erststimmen wiedergewählt.

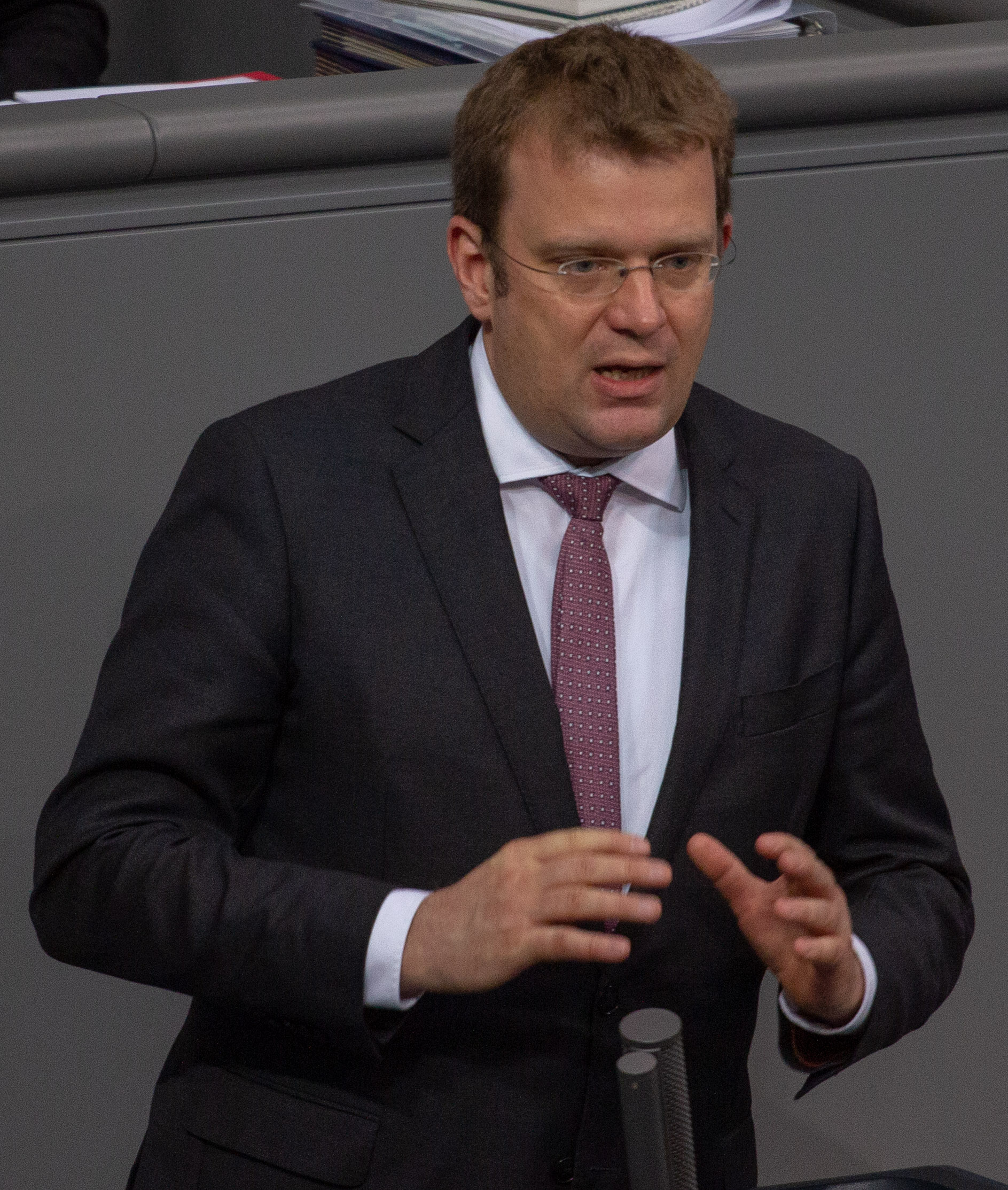
Brandl im Bundestag, 2019

Im Dezember 2021 wurde er zum digitalpolitischen Sprecher der CDU/CSU-Bundestagsfraktion gewählt und rückte in den Fraktionsvorstand auf. Brandl war ordentliches Mitglied im Ausschuss für Digitales, im Verteidigungsausschuss, im Gremium „Sondervermögen Bundeswehr“ sowie im Vertrauensgremium für die geheimen Haushaltspläne der Nachrichtendienste des Bundes. Außerdem ist er Mitglied der Deutsch-Französischen Parlamentarischen Versammlung.
Bei der Bundestagswahl 2025 verteidigte Brandl sein Mandat mit 47,1 Prozent der Erststimmen im Bundestagswahlkreis Ingolstadt. Es war das drittbeste Erststimmenergebnis in Bayern und das beste in Oberbayern. Damit zog er erneut in den 21. Deutschen Bundestag ein. Die CSU-Landesgruppe im Deutschen Bundestag wählte ihn am 5. Mai 2025 zu ihrem neuen parlamentarischen Geschäftsführer. Er folgt damit Alexander Hoffmann nach, dem neu gewählten Vorsitzenden der CSU-Landesgruppe. Zudem ist Brandl Mitglied im Ältestenrat des Bundestages und ordentliches Mitglied im Gemeinsamen Ausschuss von Bundestag und Bundesrat.

## Nebentätigkeiten
Brandl war Stellvertretendes Mitglied im Verwaltungsrat der Filmförderungsanstalt. Er war Kuratoriumsmitglied bei der KENFO. Des Weiteren ist er Mitglied des Beirates des Bundesverbandes eMobilität, der Stiftung Datenschutz sowie Stellvertretendes Mitglied bei der Bundesnetzagentur für Elektrizität, Gas, Telekommunikation, Post und Eisenbahn. Bei der AININ, einem Zusammenschluss mehrerer Universitäten und Gruppen zur Erforschung zukunftsweisender Technologien, ist er Mitglied im Aufsichtsrat. Brandl ist seit 2014 Vorstandsmitglied und seit 2019 Vizepräsident der Gesellschaft für Sicherheitspolitik (GSP) und spätestens seit 2018 Mitglied des Förderkreises Deutsches Heer e. V.